# کوجی (دوره هی‌آن)
کوجی (به ژاپنی: 康治 Kōji) نام یک عصر تاریخی ژاپنی (نِنگُو) بود. این عصر بعد از ایجی (دوره) و قبل از
تنیو (دوره) قرار داشت و از آوریل ۱۱۴۲ تا فوریه ۱۱۴۴ میلادی به طول انجامید. در طی این عصر امپراتور کونوئه، امپراتور ژاپن بود.